# Ernest Labbé
Pour les personnes ayant le même patronyme, voir Labbé.
Ernest Labbé est un homme politique français né le 25 octobre 1882, ferme des Poursaudes à Villers-le-Tilleul, et mort le 13 novembre 1942.

## Biographie
Agriculteur, vétérinaire et ingénieur agronome, conseiller général du canton d'Omont de 1934 à 1940, il se présente en 1938 aux élections sénatoriales sous les couleurs des Radicaux indépendants. Élu, il rejoint le groupe centriste de l'Union démocratique et radicale. Son unique intervention au Sénat concerne la tarification douanière des corps gras d'Indochine.
Il vote, le 10 juillet 1940, en faveur de la remise des pleins pouvoirs au Maréchal Pétain et décède sous l'occupation.